# Petershagen/Eggersdorf
Petershagen/Eggersdorf è un comune di 15 757 abitanti del Brandeburgo, in Germania.
Appartiene al circondario del Märkisch-Oderland.

## Storia
Il comune di Petershagen/Eggersdorf fu creato nel 1993 dall'unione dei 2 comuni di Eggersdorf e Petershagen.

## Società

### Evoluzione demografica
- Sviluppo della popolazione dal 1875 entro gli attuali confini (linea blu: popolazione; linea puntata: confronto dello sviluppo della popolazione dello stato del Brandenburgo; sfondo grigio: ai tempi del governo nazista; sfondo rosso: al tempo del governo comunista).
- Sviluppo recente della popolazione (linea blu) e previsioni.

| Anno | Abitanti |
| ---- | -------- |
| 1875 | 811      |
| 1890 | 809      |
| 1910 | 2 231    |
| 1925 | 4 252    |
| 1939 | 9 068    |
| 1946 | 8 992    |
| 1950 | 9 131    |
| 1964 | 9 706    |

| Anno | Abitanti |
| ---- | -------- |
| 1971 | 9 871    |
| 1981 | 9 319    |
| 1985 | 9 120    |
| 1990 | 8 442    |
| 1995 | 8 974    |
| 2000 | 11 614   |
| 2005 | 13 171   |
| 2010 | 13 875   |

| Anno | Abitanti |
| ---- | -------- |
| 2015 | 14 520   |
| 2016 | 14 719   |
| 2017 | 15 049   |
| 2018 | 15 184   |
| 2019 | 15 327   |
| 2020 | 15 460   |

Fonti dei dati sono nel dettaglio nelle Wikimedia Commons..

## Geografia antropica

### Suddivisioni amministrative
Il territorio comunale comprende 2 centri abitati, privi dello status ufficiale di frazione:
- Eggersdorf
- Petershagen

## Infrastrutture e trasporti
A Petershagen si trova una fermata sulla linea S5 della S-Bahn di Berlino.